# Fenouilia
Fenouilia é um género de gastrópode  da família Pomatiopsidae.
Este género contém as seguintes espécies:
- Fenouilia kreitneri Neumayr, 1880